# Alara kershawi
Alara kershawi är en insektsart som först beskrevs av Frederick Arthur Godfrey Muir 1913.  Alara kershawi ingår i släktet Alara och familjen Derbidae. Inga underarter finns listade i Catalogue of Life.